# Hrvatsko-izraelsko društvo
Hrvatsko-izraelsko društvo (HID) udruga je građana osnovana 1994. godine s ciljem povezivanja, uspostavljanja i njegovanja prijateljskih odnosa između hrvatskoga i izraelskoga naroda, odnosno unapređivanja i poticanja suradnje između Republike Hrvatske i Države Izrael. Osnivač i prvi predsjednik društva bio je Mihael Montiljo po kojemu je, u spomen, utemeljena istoimena nagrada. Aktualni je predsjednik Društva dr. Filip Rosenzweig.

## Ciljevi Društva
- povezivanje, uspostavljanje i njegovanje prijateljskih odnosa između hrvatskog i izraelskog naroda
- njegovanje židovske tradicije i kulturne baštine
- povezivanje pripadnika različitih monoteističkih religija
- promoviranje suradnje na području kulture i njegovanja kulturne baštine, znanosti i gospodarstva te socijalno-humanitarne, hodočasničke, turističke i sportske djelatnosti, produbljujući veze između Republike Hrvatske i Države Izrael.

## Vanjske poveznice
- Hrvatsko-izraelsko društvo obilježilo desetljeće rada
- Ustanovljena godišnja nagrada Mihael Montiljo  Arhivirana inačica izvorne stranice od 18. svibnja 2014. (Wayback Machine)